# Ulrich Falk
Ulrich Falk (* 25. September 1957 in Darmstadt) ist ein deutscher Rechtswissenschaftler und Hochschullehrer an der Universität Mannheim.

## Leben
Nach dem Abitur 1976 am Justus-Liebig-Gymnasium in Darmstadt studierte Falk ab 1977 Rechtswissenschaften an der Universität Frankfurt am Main. 1984 legte er sein Erstes Juristisches Staatsexamen in Frankfurt am Main ab und arbeitete anschließend als Assistent am dortigen Lehrstuhl für Bürgerliches Recht und Römische Rechtsgeschichte. 1988 promovierte Falk unter Betreuung von Dieter Simon mit einer Arbeit über die Begriffsjurisprudenz zum Dr. iur. 1992 legte Falk nach seinem Referendariat das Zweite Staatsexamen ab. Anschließend war er bis 2000 als Referent am Frankfurter Max-Planck-Institut für europäische Rechtsgeschichte tätig. 
Nach einer Lehrstuhlvertretung an der Universität Tübingen 1999 vollendete Falk 2000 unter Betreuung von Regina Ogorek in Frankfurt seine Habilitation und erhielt die Venia legendi für die Fächer Bürgerliches Recht, Römisches Recht, Privatrechtsgeschichte der Neuzeit und juristische Zeitgeschichte. 2001 nahm er einen Ruf der Universität Mannheim als Nachfolger von Christoph Krampe auf den Lehrstuhl für Bürgerliches Recht und Europäische Rechtsgeschichte an, den er seit 2002 innehat. Von 2005 bis 2007 war Falk Dekan der Mannheimer Fakultät für Rechtswissenschaft und Volkswirtschaftslehre. Seit 2005 ist er zudem Direktor am dortigen Institut für Unternehmensrecht.
Falk ist verheiratet und Vater eines Sohnes (* 2005). Zudem spielt er im Ligabetrieb und bei internationalen Turnieren Schach; er war unter anderem 1976 mit der hessischen Mannschaft deutscher Jugendmeister und 1977 hessischer Jugendeinzelmeister.

## Werke (Auswahl)
Falks Forschungsschwerpunkte liegen insbesondere in der Rechtsgeschichte, dem allgemeinen Teil des BGB sowie teilweise dem Insolvenzrecht.
- Ein Gelehrter wie Windscheid. Erkundungen auf den Feldern der sogenannten Begriffsjurisprudenz. Klostermann, Frankfurt am Main 1989, ISBN 978-3-465-03027-0 (Dissertation).
- Consilia. Studien zur Praxis der Rechtsgutachten in der frühen Neuzeit. Klostermann, Frankfurt am Main 2006, ISBN 978-3-465-03484-1 (Habilitationsschrift).
- Fallstudien zur zivilrechtlichen Judikatur des Reichsgerichts um 1900. Gesellschaft für Kulturhistorische Dokumentation, Karlsruhe 2011, ISBN 978-3-922596-83-7.
- mit Birgit Schneider: Klausurenkurs im Bürgerlichen Recht II. Ein Fall- und Repetitionsbuch für Fortgeschrittene. 2. Auflage. C.F. Müller, Heidelberg 2016, ISBN 978-3-8114-9411-4.